# La marca del gavilán
La marca del gavilán es una película de western mexicana de 1962, escrita y dirigida por Federico Curiel «Pichirilo» y protagonizada por Julio Aleman, Martha Elena Cervantes, Pancho Córdova y Roberto Ramírez Garza.

## Trama
En San Fernando, el bandido "El Gavilán" deja una pluma sobre cada una de sus víctimas fatales. Entre sus asesinatos, deja huérfano a un pequeño bebé, a quien decide secuestrar. Nuevamente, el justiciero enmascarado, Látigo Negro, se encargará de rescatar al bebé y darle una lección al Gavilán.

## Reparto
- Julio Alemán como Julián Ramírez
- Martha Elena Cervantes como Rosita
- Roberto Gómez Garza "Beto El Boticario" como El Rapido (Beto el boticario)
- Pancho Córdova como Don Miguel (comisario)
- Lulú Parga como Julieta
- Manuel Vergara "Manver" como Compadre Manuel
- Diana Ochoa como Doña Chona
- Emilio Garibay como El gavilán
- Guillermo Álvarez Bianchi como Don Aurelio González
- Lourdes Azcarraga como Beatriz
- Fernando Curiel como Martín
- Rafael Estrada como Sr. Camacho
- Eric del Castillo como René
- José Dupeyrón como Compadre José
- Carlos Nieto
- Alberto Méndez
- Armando Acosta como Peón asesinado (no acreditado)
- Jorge Casanova como Señor cura (no acreditado)